# Kristalno zrno
Kristalno zrno, polikristal ili kristalit je nakupina većih ili manjih jediničnih kristala (monokristala) različitog oblika, koja je karakteristična za većinu kristalnih tvari u prirodi. Većina kristaliziranih materijala su polikristali, a rijetko monokristali. Svako kristalno zrno od susjednog dijeli kristalna granica. Kristalizacija započinje nukleacijom (početak stvaranja kristalnog zrna) i rastom.
Mikrostruktura legure opisuje veličinu i oblik kristalnih zrna različitih faza, njihovu orijentaciju i raspodjelu. Legure istog sastava (komponenti) mogu imati vrlo različita svojstva, a veliku ulogu u tomu ima njihova mikrostruktura. Mikrostruktura legure određena je postupcima dobivanja legure (npr. odljevaka) i postupcima oblikovanja, toplinske obrade i drugo.
Metalografija se bavi istraživanjem strukture metala i legura pomoću svjetlosnog (metalografskog) i elektronskih mikroskopa. Makrostruktura je vidljiva golim okom ili uz malo povećanje. Mikrostruktura zahtijeva pomoć mikroskopa, a povećanje treba biti barem 25 puta. Metalografska analiza može dati podatke o sastavu materijala, prethodnoj obradi i svojstvima, posebno:
- veličinu kristalnog zrna
- prisutne faze
- kemijsku homogenost
- raspodjelu faza
- deformacije strukture nastale nakon plastične deformacije materijala
- debljinu i strukturu površinskih prevlaka
- određivanje pukotine i načina loma[2]

## Određivanje veličine kristalnih zrna
Određivanje veličine kristalnih zrna izvodi se ASTM (engl. American Society for Testing and Materials) E 112 metodom:
N = 2n -1
gdje je: N – broj kristalnih zrna na površini od 1 inč2 (četvorni palac), pri povećanju mikroskopa od 100 puta, n – broj veličine kristalnog zrna po ASTM-u. Veličine kristalnih zrna se kreću od 00 do 14.

## Nastanak kristalnog zrna
Kada se čisti metal ohladi ispod svoje kritične temperature topljenja (talište),stvaraju se mnogobrojne klice međusobnim vezivanjem sporokrećućih atoma (centri kristalizacije). Centrom kristalizacije naziva se grupa atoma koji formiraju najmanju česticu faze sposobnu dalje da raste.
Pojava prijelaza iz tekućeg u čvrsto stanje naziva se kristalizacija. Za razliku od amorfnih tijela, koja se postupno stvrdnjavaju tokom naglog hlađenja, metali kristaliziraju pri konstantnoj temperaturi, koja se naziva kritična temperatura fazne pretvorbe. Opća teorija kristalizacije tekućina dopušta mogućnost jakog pothlađenja rastvora, pri kojem broj klica i brzina rasta kristala postaju jednaki nuli, tako da se tekućina zgusne, pretvarajući se u staklasti materijal, tj. ne podliježući kristalizaciji.
Oblik kristalnog zrna ovisi od stvarnim uslovima kristalizacije: brzine i smjera odvođenja topline, postojanja nerastvorljivih čestica, stupnja podhlađenja, brzine pojave kristalizacije, strujanja otopine itd. Da bi kristal imao pravilan oblik potrebno je lagano hlađenje, mali broj centara kristalizacije, neometan rast u svim pravcima itd. Kako se ovo veoma rijetko ostvaruje, kristal obično ima nepravilan oblik i ravni kristala rastu nejednakim brzinama. Odvođenje topline pri hlađenju se odvija kroz čvrstu i tekuću (talina) fazu. Kako odvođenje topline nije jednako u svim pravcima, rast kristala će biti brži na onim graničnim površinama koje imaju nižu temperaturu od temperature tekuće faze. Na brzinu rasta kristala utiču i primjese. Najme, one se mogu apsorbirati na površini određenih ravnina i usporiti njihov rast izazivajući nepravilan oblik kristala. Posljedica svega ovoga je da se iz centra kristalizacije razvijaju u pravcima najbržeg rasta grane kristala. Iz njih se također razvijaju nove grane pod određenim uglom. Ovakav rast kristala naziva se dendritski, a kristali dendriti. 

### Granice kristalnog zrna
Granica zrna određuje se kao granica između dva područja iste faze, ali različite orijentacije kristala. Ona je područje diskontinuiteta ili nesređenosti, koje karakterizira povećana energija. Težnja za smanjenjem energije je “pokretačka sila”, koja nastoji smanjiti područje granice zrna. S obzirom na strukturu odnosno razliku u orijentaciji postoje dva tipa granica zrna:
- granice zrna malog kuta
- granice zrna velikog kuta